# Jaroslav Weintritt
Jaroslav Weintritt [vajntrit] (1909–?) byl český fotbalový útočník. Byl vyhlášeným přerovským sportovcem, ve čtvrtek 17. dubna 1969 mu byla udělena Cena města Přerova.

## Hráčská kariéra
V československé lize hrál za SK Prostějov v jeho premiérové prvoligové sezoně a v pěti zápasech vstřelil 3 branky. V dresu SK Přerov patřil ve 30. letech 20. století k předním střelcům druhé nejvyšší soutěže.

### Prvoligová bilance
| Ročník          | Zápasy | Góly | Minuty | Klub         |
| --------------- | ------ | ---- | ------ | ------------ |
| I. liga 1934/35 | 5      | 3    | 450    | SK Prostějov |
| CELKEM I. liga  | 5      | 3    | 450    |              |